# Bürknersfelde
Bürknersfelde ist eine Ortslage im Berliner Ortsteil Marzahn des Bezirks Marzahn-Hellersdorf. Bürknersfelde ist in Marzahn heute ein wichtiger Industrie-Standort. Der Hersteller Knorr-Bremse hat hier sein Hauptwerk.

## Geographie
Bürknersfelde liegt westlich im Bezirk Marzahn-Hellersdorf. Der Marzahn-Hohenschönhauser Grenzgraben fließt durch diese Ortslage. Wichtigste Straße ist die Bitterfelder Straße.

## Geschichte
Der Name wurde am 24. März 1857 für ein auf der Feldmark Marzahn neugebautes Ackergehöft nördlich der Berlin-Altlandsberger Chaussee vergeben, abgeleitet vom Namen des Besitzers, der Dreyer-Bürckner hieß. 1860 gehörten zum Vorwerk ein Wohn- und drei Wirtschaftsgebäude, 1858 hatte es zwölf Einwohner. Bürknersfelde kam bei der Eingemeindung zu Groß-Berlin im Jahr 1920 zum Verwaltungsbezirk Lichtenberg. Im Jahr 1927 wurde es als Gut bezeichnet. Zwischen 1979 und 2001 gehörte Bürknersfelde zum damaligen Bezirk Marzahn, seit der Bezirksfusion 2001 ist es eine Ortslage im Bezirk Marzahn-Hellersdorf.
Eine Endstelle der O-Bus-Linie O37 hieß Bürknersfelde. Eine ehemalige Straße in Marzahn, die von Falkenberg nach Süden in Richtung Bürknersfelde führte, hieß bis 1991 Bürknersfelder Straße. Seit 1995 ist eine Straße in Alt-Hohenschönhausen so benannt.

## Verkehr
Ein beim Bau der S-Bahn-Linie S75 noch zu errichtender S-Bahnhof auf dem Berliner Außenring – in Höhe der zur Landsberger Allee befindlichen Marzahner Brücken – sollte den Namen Bürknersfelde erhalten. Welcher Stationsname es letztlich werden wird, müsste im Fortlauf der Zeit neu evaluiert werden.
Dieser wurde schon zu DDR-Zeiten geplant.
Allerdings scheint der Ausbau heute kein Thema mehr zu sein. Die Bahnsteigkanten sind bereits vorhanden. Ein direkter Umstieg zu den dort heute verkehrenden Tramlinien M6 und 16 wäre möglich. Die Straßenbahn hält an der Station Gewerbepark Georg Knorr, der sich in unmittelbarer Nähe befindet und eine nützliche Erschließung des gesamten Areals an den öffentlichen Personennahverkehr (ÖPNV) wäre.